# Prix Sándor Bródy
Pour les articles homonymes, voir Brody.
Le Prix Sándor Bródy (Bródy Sándor-díj), créé en 1995 est un prix hongrois remis chaque année à des écrivains magyarophones. Il tient son nom de l'écrivain hongrois Sándor Bródy.

## Lauréats
- 1995 : Simon Balázs, Szilasi László
- 1996 : Hamvai Kornél
- 1997 : Farkas Péter, Salamon András
- 1998 : Zoltán Gábor
- 1999 : Ajtony Árpád
- 2000 : Jusztin Harsona
- 2001 : Szálinger Balázs
- 2002 : Grecsó Krisztián
- 2003 : György Dragomán
- 2004 : Murányi Zita and Nagy Gabriella
- 2005 : Gazdag József
- 2006 : Szakács István
- 2007 : Harcos Bálint
- 2008 : Dunajcsik Mátyás
- 2009 : Peter Huncik
- 2010 : Angi Máté
- 2011 : Szvoren Edina
- 2012 : Kálmán Gábor